# Prosaptia morobensis
Prosaptia morobensis är en stensöteväxtart som beskrevs av Barbara S. Parris. Prosaptia morobensis ingår i släktet Prosaptia och familjen Polypodiaceae. Inga underarter finns listade.